# Our Leading Citizen
Our Leading Citizen è un film muto del 1922 diretto da Alfred E. Green.
Il soggetto, adattato da Waldemar Young, è tratto da una storia dello scrittore George Ade.

## Produzione
Il film fu prodotto dalla Famous Players-Lasky Corporation.

## Distribuzione
Distribuito dalla Paramount Pictures e Famous Players-Lasky Corporation, il film - presentato da Adolph Zukor - uscì nelle sale cinematografiche statunitensi il 14 giugno 1922.